# John Doe (The X-Files)
«John Doe» es el séptimo episodio de la novena temporada de la serie de televisión de ciencia ficción estadounidense The X-Files. El episodio se emitió por primera vez en los Estados Unidos el 13 de enero de 2002 por la cadena Fox. Fue escrito por el productor ejecutivo Vince Gilligan y dirigido por la coproductora ejecutiva Michelle MacLaren. El episodio es una historia del «monstruo de la semana», una trama independiente que no tiene relación alguna con la mitología o la historia de ficción general de The X-Files. «John Doe» obtuvo una calificación Nielsen de 5,0 y fue visto por 5,28 millones de hogares. El episodio recibió críticas en gran parte positivas de los críticos de televisión.
El programa se centra en agentes especiales del FBI que trabajan en casos relacionados con lo paranormal, llamados expedientes X; esta temporada se centra en las investigaciones de John Doggett (Robert Patrick), Monica Reyes (Annabeth Gish) y Dana Scully (Gillian Anderson). En este episodio, Doggett se despierta en México sin recordar quién es ni cómo llegó allí. Mientras tanto, Reyes y Scully luchan por localizarlo. Más tarde, los dos descubren que los recuerdos de Doggett han sido robados por un «vampiro de la memoria» que trabaja para un cártel de la droga.
«John Doe», que fue escrito después de que Gilligan había estado pensando en una historia que involucraba a un «vampiro de la memoria» durante meses, fue el debut como director de MacLaren. El destacado director Kim Manners ayudó a guiarla a través del proceso. El director de fotografía Bill Roe usó iluminación específica para el episodio; las escenas interiores son oscuras y difíciles de distinguir, mientras que las exteriores son brillantes y saturadas de luz. El apartamento del hotel mexicano fue creado a partir del antiguo set de filmación para la oficina de Fox Mulder (David Duchovny).

## Argumento
John Doggett (Robert Patrick) se despierta dentro de un almacén abandonado y encuentra a un hombre que le roba uno de sus zapatos. Doggett persigue al hombre afuera, donde llama a dos policías mexicanos. Uno de los policías golpea al hombre con su porra, mientras el otro exige su identificación. Cuando Doggett descubre que no tiene papeles, el oficial le pregunta su nombre. Doggett se sorprende al darse cuenta de que no puede recordar su propia identidad.
Doggett es llevado a la cárcel local, donde conoce a un compañero de prisión llamado Domingo. Domingo finalmente es liberado y ofrece que Doggett también sea liberado, con la condición de que Doggett lo ayude a realizar sus tareas criminales. Doggett está de acuerdo, pero cambia de opinión una vez que lo liberan. Néstor, el amigo de Domingo, saca un arma, pero Doggett rápidamente lo domina y toma el arma. Doggett regresa al almacén con la esperanza de encontrar pistas sobre su identidad. De vez en cuando, experimenta flashbacks de su esposa e hijo, pero no tiene idea de quiénes son.
Mientras tanto, en Washington, Walter Skinner (Mitch Pileggi) y Dana Scully (Gillian Anderson) examinan imágenes de video de una cámara de seguridad ubicada en la frontera mexicana. El subdirector del FBI, Alvin Kersh, disuelve el grupo de trabajo que busca a Doggett, creyendo que el video es una prueba de que ingresó a México por su propia voluntad y no fue secuestrado. Mientras tanto, Doggett telefonea a una oficina de asuntos públicos de la Infantería de Marina de los EE. UU., con la esperanza de que su tatuaje de la Marina arroje algo de luz sobre su verdadera identidad. Antes de que pueda hacer preguntas, se da cuenta de que hay policías cerca y huye.
Scully rastrea la llamada telefónica de Doggett y hace que Monica Reyes (Annabeth Gish) viaje a la ciudad mexicana donde fue visto por última vez. Se revela que Caballero, un ejecutor del cartel de la droga local, es un «vampiro de la memoria»: puede absorber los recuerdos de aquellos que representan una amenaza para el cartel. Reyes encuentra a Doggett y se enfrenta a disparos de la policía, que también está controlada por el cartel; Mientras tanto, Reyes intenta recordarle a Doggett quiénes son. Doggett recuerda a su hijo. Los agentes son rescatados por Skinner y los federales mexicanos. Doggett admite entre lágrimas que está feliz de tener todos sus recuerdos, incluso los malos, «siempre que recuerde los buenos».

## Producción

### Escritura y dirección

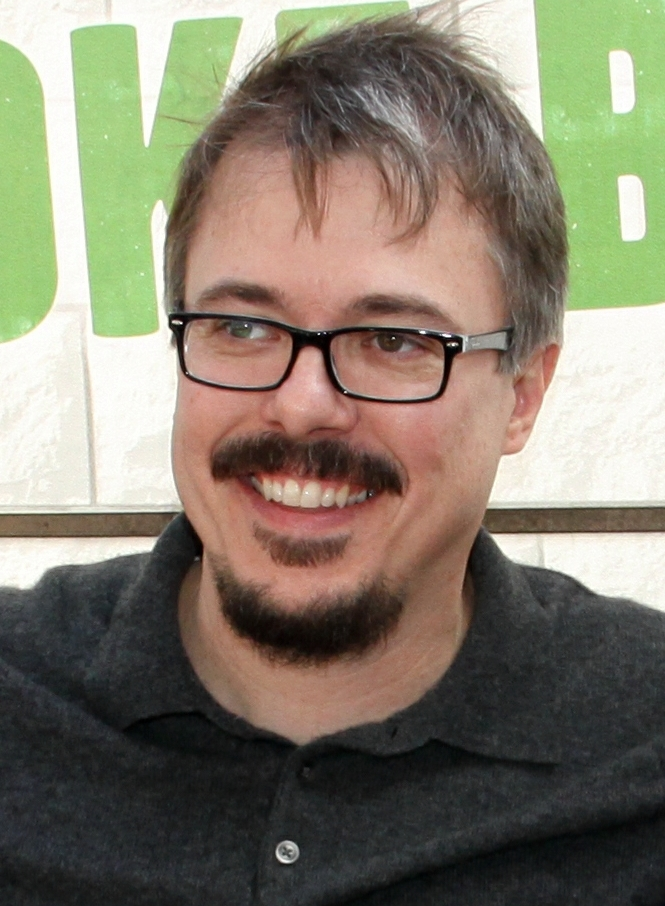
«John Doe» fue escrito por el productor ejecutivo Vince Gilligan.

«John Doe» fue escrito por el productor ejecutivo Vince Gilligan y dirigido por Michelle MacLaren. El episodio marcó el primer episodio en solitario de Gilligan para la novena temporada. Gilligan había «jugueteado» con la historia de un «vampiro de la memoria» durante meses, antes de escribirla. La idea de ambientar la historia en México y centrarla en el personaje de Robert Patrick fue idea de Frank Spotnitz. A partir de ahí, la historia «encajó con bastante facilidad». «John Doe» fue el debut como directora de la co-ejecutiva MacLaren. Aunque nunca antes había dirigido un episodio, MacLaren había aprendido mucho trabajando con Kim Manners, uno de los prolíficos directores de la serie. Más tarde señaló: «Kim me enseñó cómo desglosa un guion y prepara su lista de tomas. Lo más poderoso que me dijo fue que se imagina el programa todo junto y ve la película en su cabeza y realmente la visualiza». Gilligan dijo más tarde que MacLaren «realmente estuvo a la altura de las circunstancias y realmente hizo su tarea».
La escena del accidente de autobús se creó con el uso de elaborados «humo y espejos», según Gilligan. Se utilizaron más de nueve cámaras para filmar toda la escena. Varias de las cámaras estaban mal ajustadas para dar la ilusión de que el autobús iba más rápido de lo que realmente era. Una rampa de acero fue enterrada en el suelo para volcar el autobús. A pesar del producto terminado, Gilligan bromeó más tarde: «Podrías haberte parado allí y comerte un sándwich mientras la cosa retrocedía: era muy lento».

### Rodaje y efectos
El director de fotografía Bill Roe tomó prestados motivos de la película Traffic (2000) de Steven Soderbergh para algunas de las tomas. Roe también tomó la decisión de rodar las escenas al aire libre usando «exteriores tres, cuatro pasos por encima de lo que debería filmar», lo que resultó en un paladar muy descolorido. Al hablar del episodio, Roe dijo: «Estaba muy oscuro, así que teníamos este gran contraste de iluminación. Era oscuro, cálido y marrón. Cuando entras, apenas puedes ver las cosas, pero cuando estás afuera, está todo muy brillante». Para crear el pueblo mexicano que aparece en el episodio, se filmaron escenas en Pomona, una ciudad ubicada en las afueras de Los Ángeles. Luego se cortó un mate del fondo de la ciudad y el cielo azul y se agregó un fondo mexicano falso. El experto en efectos especiales Mat Beck también agregó digitalmente una serie de carteles en escenas al aire libre.
Al crear el apartamento del hotel mexicano, el equipo redecoró lo que alguna vez fue el conjunto de apartamentos de Fox Mulder (David Duchovny). El diseñador de producción Corey Kaplan dijo sobre el desarrollo del episodio que «fue muy creativo y muy gratificante para nosotros, como departamento de arte, crear la apariencia total de estar en otra cultura». Varias canciones en español aparecen en el episodio. Cuando los personajes están en la cantina suena la canción «La calentura» de Roberto Ruiz. Durante las escenas en el garaje suena «Juana la cubana» de Fito Olivares.

## Recepción

### Audiencia
«John Doe» se emitió por primera vez en los Estados Unidos el 13 de enero de 2002. El episodio obtuvo una calificación Nielsen de 5,0, lo que significa que fue visto por el 5,0% de los hogares estimados de la nación y fue visto por 5,28 millones de hogares. «John Doe» fue el 66.º episodio de televisión más visto que se emitió durante la semana que finalizó el 13 de enero.

### Recepción crítica
El episodio recibió críticas en gran parte positivas de los críticos de televisión. Jessica Morgan de Television Without Pity le dio al episodio una calificación de A–. Juliette Harrisson de Den of Geek nombró a «John Doe» el mejor episodio independiente de la novena temporada y lo llamó «un refrescante cambio de ritmo». Robert Shearman y Lars Pearson, en su libro Wanting to Believe: A Critical Guide to The X-Files, Millennium & The Lone Gunmen, dieron al episodio una crítica entusiasta y lo calificaron con cinco estrellas de cinco. Los dos elogiaron el guion de Gilligan y la actuación de Patrick, señalando que el primero «escribe el guion con una suciedad que le da poder real» y la actuación del segundo fue «extraordinaria». Además, Shearman y Pearson escribieron que «“John Doe” muestra que, después de todo, todavía hay una nueva versión de The X-Files». Meghan Deans de Tor.com aplaudió el episodio y lo llamó «un claro punto brillante en una temporada oscura y lúgubre, tanto en su guion como en su rodaje». Ella sintió que el enfoque en Doggett se hizo de manera efectiva, y el guion se centró en «arcos de personajes fuertes», que trabajaron en su beneficio. Al final, concluyó que el episodio era «parte de The X-Files, más que un extraterrestre o un mutante» porque se centró en la idea de que «el dolor te hace, más dolor te hace mejor, y vivir en ese dolor te mantiene vivo». M.A. Crang, en su libro Denying the Truth: Revisiting The X-Files after 9/11, elogió la premisa central, la cinematografía y la actuación de Patrick, calificando a «John Doe» como una «entrada producida con estilo».